# Antywane Robinson
Antywane Robinson (Charlotte, 12 luglio 1984) è un ex cestista statunitense, professionista nella NBA Development League, in Francia ed in Turchia.

## Carriera
Il 5 luglio 2012 firma un contratto con l'Enel Brindisi.

## Palmarès
- Campionato francese: 1

Cholet: 2009-2010
- Match des Champions: 1

Cholet: 2010